# Elmer Gantry (Musiker)
Elmer Gantry (* 20. Jahrhundert im Vereinigten Königreich, eigentlich: David Terry) ist ein britischer Sänger und Harmonika-Spieler.

## Leben
Sänger und Harmonika-Spieler David Terry war 1967 Mitgründer einer britischen Psychedelic/Space-Rockband, die ursprünglich Velvet Opera heißen sollte. Aufgrund seiner Kleidung identifizierte die Band ihren Frontmann mit der fiktiven Figur Elmer Gantry aus dem gleichnamigen Spielfilm von 1960, und so wurde der Name in Elmer Gantry's Velvet Opera geändert. Terry behielt diesen Künstlernamen, als er die Band 1969 verließ.
1971 stieß er zur Londoner Jazz-Rock-Formation Armada, wo bereits Gitarrist Kirby Gregory (eigentlich Graham Patrick Gregory, jedoch meist nur „Kirby“ genannt), und Bassist Steve Emery aktiv waren. Kirby wiederum wechselte 1972 zu Curved Air und veröffentlichte mit ihnen 1973 das Album Air Cut. Im selben Jahr veröffentlichten Gantry, Kirby und Emery mit der Hilfe von Clifford Davis (zu jener Zeit Manager von Curved Air und Fleetwood Mac) als Legs die Single So Many Faces / You Bet You Have.
1975 gründete mit Kirby die Bluesrock-Band Stretch, die bis 1977 aktiv war.